# コロッサス級装甲艦
| コロッサス級装甲艦                 | コロッサス級装甲艦 |
| ---------------------------------- | --- |
| 写真は1882年のコロッサスを描いた絵 | |
| 艦級概観                           | |
| 艦種                               | 装甲艦 |
| 艦名                               | |
| 前級                               | エイジャックス級装甲艦 |
| 次級                               | アドミラル級戦艦(コリングウッド) |
| 性能諸元                           | |
| 排水量                             | 常備：9,150トン 9,420トン（満載） |
| 全長                               | 99.1m |
| 全幅                               | 20.7m |
| 吃水                               | 7.9m |
| 機関                               | 形式不明石炭専焼円缶10基 +二段膨脹式レシプロ機関2基2軸推進 |
| 最大 出力                          | 7,488hp |
| 最大 速力                          | 14.5ノット （公試時：16.5ノット） |
| 航続 距離                          | 10ノット/6,000海里 （石炭：850～950トン） |
| 乗員                               | 396名 |
| 兵装                               | アームストロング Marks I 30.5cm（25口径）後装填式連装砲2基 アームストロング 1861年型 15.2cm（26口径）単装砲5基 QF MK I 5.7cm（40口径）単装砲4基 35.6cm水上魚雷発射管単装3基 （1898年： アームストロング Marks I 30.5cm（25口径）後装填式連装砲2基 アームストロング 1884年型 15.2cm（40口径）単装砲5基 QF MK I 5.7cm（40口径）単装砲4基） |
| 装甲                               | 舷側：457mm（主装甲部） 甲板：76mm（主甲板） 砲塔：406mm（側盾） バーベット：406mm 司令塔：356mm |

コロッサス級装甲艦（コロッサスきゅうそうこうかん、Colossus class Ironclads）は、イギリス海軍の装甲艦の艦級。コロッサス・エジンバラの2艦があり、いずれも1878年～79年度計画で建造された中央梯形配置砲塔艦である。

## 概要

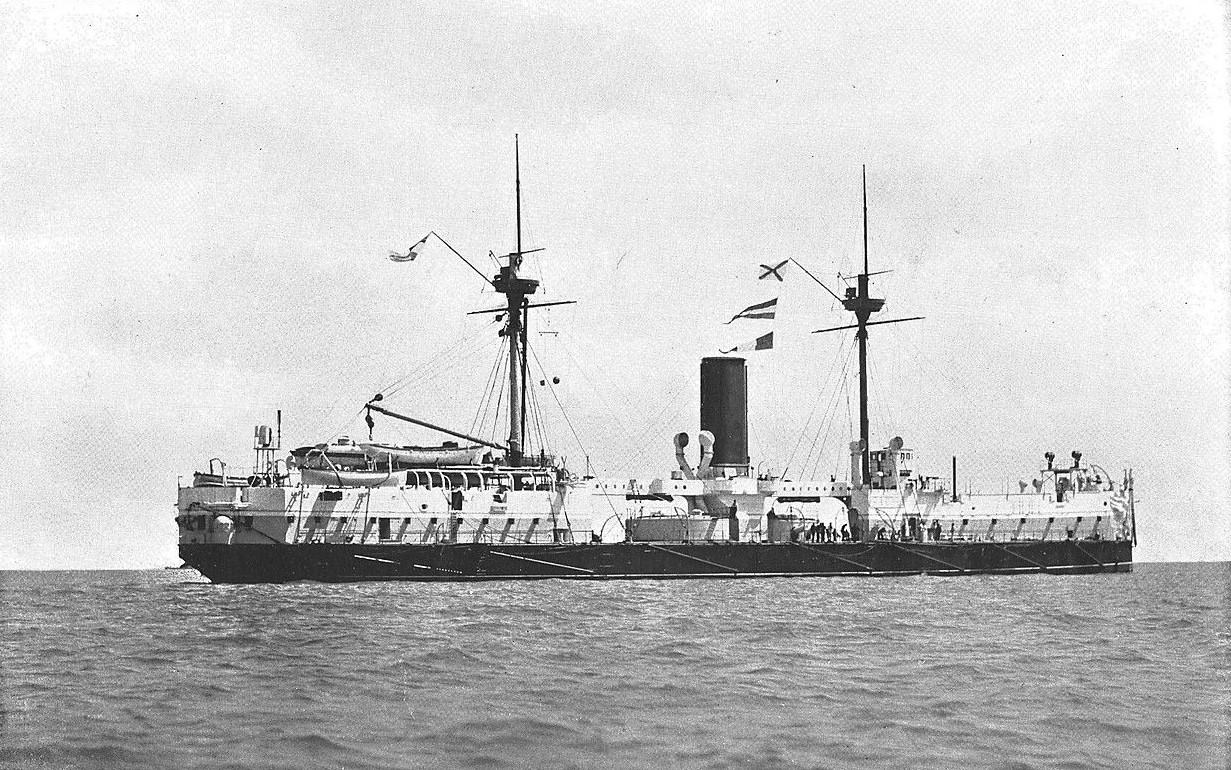
1艦尾方向から見た2番艦エジンバラ。

本級はイギリス海軍が自国の沿岸防衛のために建造した砲塔装甲艦である。前級のエイジャックス級装甲艦の改良型である。
本級の特徴は、イギリス主力艦で初めて主砲（30.5cm砲）を後装填式とし、また当時は鉄製が一般的であった船体をすべて鋼鉄で造り、砲塔も舷側装甲も複合装甲として防御力を高めたことである。
しかし、相変わらず主砲をボイラー室を挟んで配置する梯形配置を採用し続けた事や、水面からあまり高さのない乾舷など、沿岸モニター艦から設計が脱却し切れていない面も見られる。

## 艦形

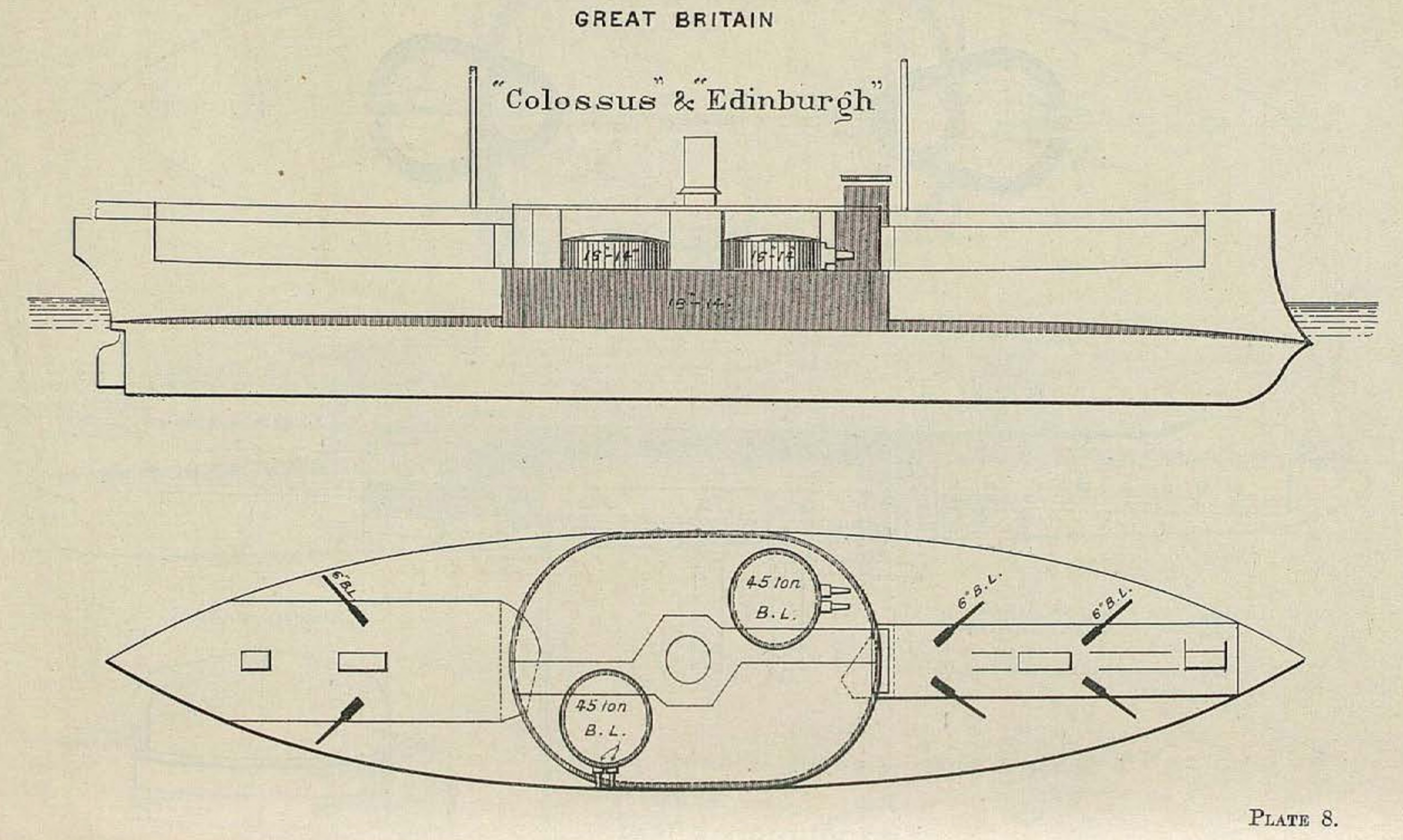
本級の武装・装甲配置を示した図。

本艦の基本構造は平甲板型船体の装甲フリゲートで、艦首水面下に衝角を持ち、前部マスト後部に船橋を持つ艦橋が配置され、船首楼は艦橋の後部で終了し、そこから甲板1段分下がって、船体中央部に1本煙突が配置され、煙突を前後に挟む形で「アームストロング Marks I 30.5cm（25口径）後装填砲」を2門ずつ収めた円柱状の連装主砲塔2基が左右互い違いに配置されていた。その後部に甲板1段分上がって後部マストが立ち、後部甲板上には艦載艇が置かれ、後部マストの基部に付いたボート・クレーンにより運用された。

### 主砲
主砲は「アームストロング Marks I 30.5cm（25口径）後装填砲」を採用した。その性能は324kgの砲弾を、最大仰角12.5度で8,600mまで届かせられた。この砲を新設計の連装砲塔に収めた。俯仰能力は仰角12.5度・俯角3度である。旋回角度は単体首尾線方向を0度として左右170度の旋回角度を持つ、主砲身の俯仰・砲塔の旋回・砲弾の揚弾・装填は主に水圧で行われ、補助に人力を必要とした。発射速度は3分間に1発が発射できた。

## 同型艦
- コロッサス

1879年6月6日にポーツマス造船所にて起工、1882年5月21日進水、1886年10月31日竣工、1908年10月6日売却・解体。
- エジンバラ

1879年3月20日にPembroke造船所にて起工、1882年3月18日進水、1887年7月8日竣工、1910年10月11日売却・解体。

## 参考図書
- 「世界の艦船増刊第30集　イギリス戦艦史」(海人社)
- 「Conway All The World's Fightingships 1860-1905」（Conway）